# Agia Marina Chrysochous
Agia Marina Chrysochous (griechisch Αγία Μαρίνα Χρυσοχούς, türkisch Aya Marina Hrisohus) ist eine Gemeinde im Bezirk Paphos in der Republik Zypern. Bei der Volkszählung im Jahr 2021 hatte sie 591 Einwohner.

## Name
Das Dorf wurde Agia Marina zu Ehren von Agia Marina genannt. Der Überlieferung nach breitete sich in früheren Zeiten eine Seuche in der Gegend aus. Die Einwohner glaubten, dass das Verschwinden der Krankheit auf Agia Marina zurückzuführen sei.
Die Gemeinde ist als Agia Marina Chrysochous bekannt, um sie von den anderen gleichnamigen Gemeinden auf Zypern zu unterscheiden.

## Lage und Umgebung

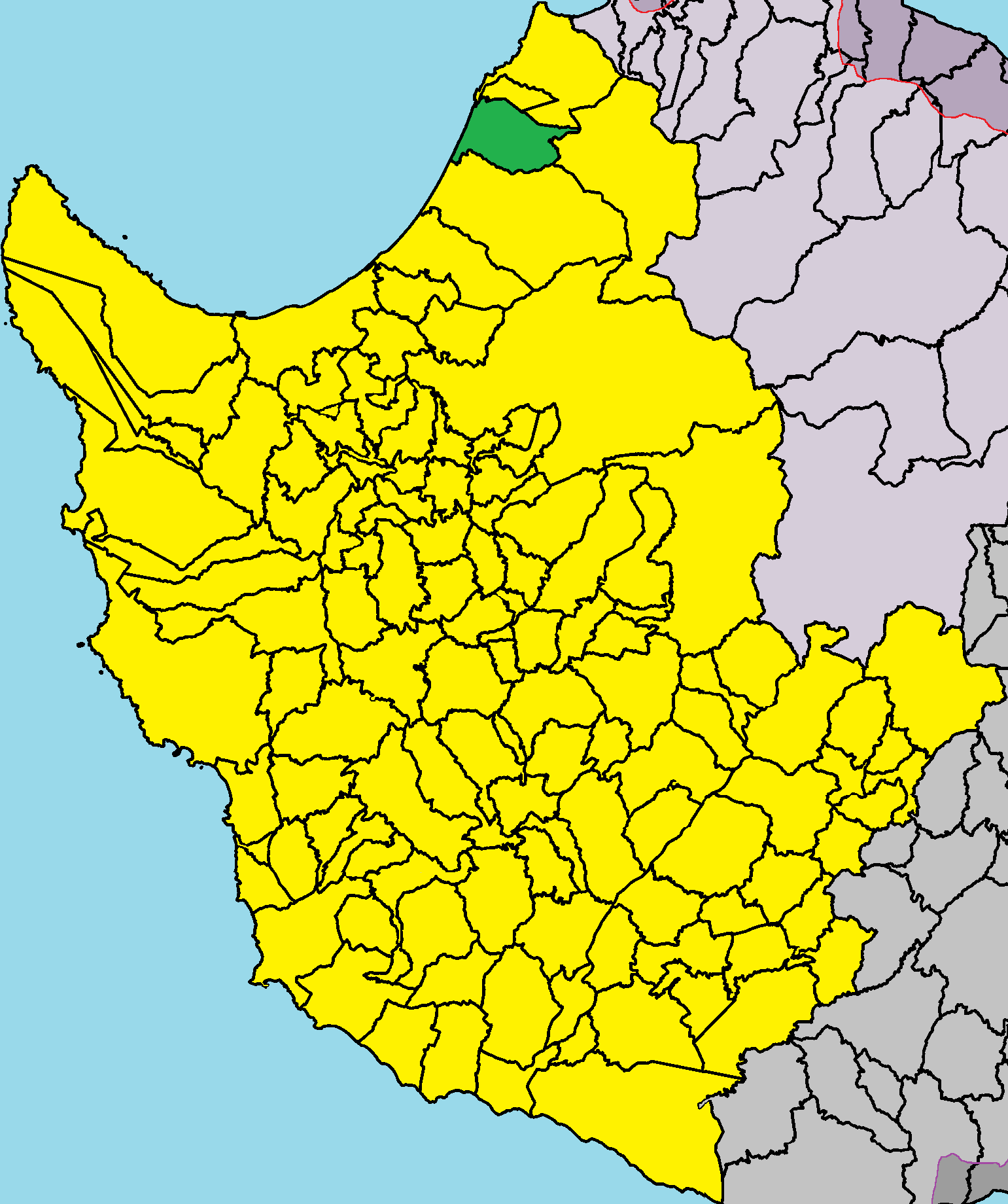
Lage im Bezirk Paphos

Agia Marina Chrysochous liegt im Nordwesten der Mittelmeerinsel Zypern auf einer Höhe von etwa 455 Metern, etwa 39 Kilometer nördlich von Paphos. Das 12,6564 Quadratkilometer große Dorf grenzt im Norden an Pomos und Nea Dimmata, im Osten an Livadi und im Süden an Gialia. Der westliche Teil seines Verwaltungsgebiets ist Küstengebiet. Das Dorf kann über die Straße E704 erreicht werden.
Die Gemeinde verbindet Wald und Küstenebene. Wildschweine, Hasen, Rebhühner und andere Tiere leben im Wald der Gegend. In der Umgebung werden Gemüse, Getreide, Zitrusfrüchte, Obst und Nutzpflanzen angebaut. Der Gemeinschaftsstrand umfasst eine Fläche von 2,5 Kilometern.
Die Küstensiedlung Kato Gialia gehört zu Agia Marina Chrysochous.

## Geschichte
Der ursprüngliche Standort der Gemeinde war in der Nähe des Waldes der Gegend, in der Nähe der alten Kirche von Agia Marina. Am Ende der britischen Herrschaft beschlossen die Engländer, die Gemeinde zu verlegen, um den Wald und die Tiere zu schützen. Sie schufen neue Parzellen auf Forstflächen, die sie zu einem niedrigen Preis an die Bewohner von Agia Marina verkauften. So entstand die Siedlung der Gemeinde an ihrem heutigen Standort.
Dasselbe geschah mit der Nachbargemeinde Livadi. Die englische Verwaltung Zyperns verlegte die Einwohner der Gemeinde in das Gebiet von Morfu und baute für jede Familie ein Haus. Diese Bewohner schufen die Ortschaft Neo Livadi in der Gemeinde Prastio. Einige Einwohner wollten sich jedoch nicht in Neo Livadi niederlassen, zogen in Richtung Meer und bauten Häuser in Agia Marina Chrysochous.

### Bevölkerungsentwicklung
| Jahr      | 1881 | 1891 | 1901 | 1911 | 1921 | 1931 | 1946 | 1960 | 1976 | 1982 | 1992 | 2001 | 2011 | 2021 |
| Einwohner | 102  | 113  | 126  | 147  | 145  | 200  | 350  | 545  | 648  | 579  | 644  | 689  | 647  | 591  |